# Stephan Rügamer
Stephan Rügamer es un tenor alemán. 
Recibió su formación musical principalmente en la Hochschule für Musik de Lübeck, Alemania, y completó sus estudios con los profesores James Wagner y Günter Binge.
Entre 1996 y 1998 interpretó los papeles de Don Octavio en Don Giovanni, Belmonte en El rapto en el serrallo, Alfredo en La Traviata, y Alfred en El murciélago, en el Teatro de Lübeck.
Desde 1999 Stephan Rügamer actúa con la Staatsoper de Berlín, dirigida por Daniel Barenboim. Bajo su dirección musical ha interpretado el papel de David en la nueva producción de Los maestros cantores de Núremberg, y a Froh en El oro del Rin, a Steuermann en El holandés errante, a Chevalier en El sonido lejano (nueva producción de Peter Mussbach y Michael Gielen, a Boris en Katja Kabanova y a Schuisky en Borís Godunov (nueva producción de Daniel Barenboim).
Interpretó su primer papel de Eric en El holandés errante durante una visita de la Staatsoper de Berlín al Teatro Real de Madrid en 2003, también bajo la dirección de Barenboim. Participó en el Festival de Bregenz de 2005 interpretando a Umberto Spinola en la opereta La guerra divertida de Johann Strauss, y en el Festival de Salzburgo de 2005 con la obra de Richard Strauss Deutsche Motette.
- Datos: Q6134133